# Asobara carinata
Asobara carinata (лат.) — вид паразитических наездников рода Asobara из семейства Braconidae (Alysiinae, Hymenoptera).

## Распространение
Африка: ЮАР (Cape Province, Mossel Bay).

## Описание
Длина около 2 мм. От близких видов отличается тем, что прекоксальная борозда остается отделенной от переднего и заднего краев мезоплевры, пропорциями первого тергита брюшка и яйцеклада. Усики 24-члениковые у самок.  Основная окраска тела коричневая. Жвалы крупные, простые, с 3 зубцами. Верхний зубец жвал широкий; средний зубец широкий и короткий; нижний зубец широкий. Передняя тенториальная ямка находится вдали от края глаз. Предположительно паразитируют на представителях отряда двукрылые.

## Систематика
Вид Asobara carinata был впервые описан в 2019 году испанским гименоптерологом Франсиско Хавьером Перис-Фелипо (Francisco Javier Peris-Felipo, University of Valencia, Paterna, Испания) по материалам из Африки.